# Skadar
Skadar (albánsky Shkodër či Shkodra, srbsky Скадар, turecky İşkodra nebo Arnavut İskenderiyesi, italsky Scutari, česky též Škodra) je město na severu Albánie, u Skadarského jezera u hranice s Černou Horou, cca 20 km od mořského břehu. Žije v něm přibližně 76 tisíc obyvatel. Je střediskem katolické komunity v Albánii.

## Poloha
Skadar se rozkládá na soutoku řek Kiru, Drinu a Bojany. Poslední uvedená přivádí svoje vody do Jaderského moře. Na západě ohraničuje město Skadarské jezero, jemuž dalo název, a pohoří Tarabosh, z východu potom postupně vystupující předhůří Prokletije (Albánských Alp). Na jihu město ohraničují řeky Drin a Bojana spolu s pevností Rozafa; na sever od města je krajina otevřená až k hraničnímu přechodu Hani i Hotit. Díky této strategické poloze mělo město vždy v albánských dějinách významné postavení.

## Název
Původ názvu Skadar/Shkodër je nejasný. Poprvé je zmiňován v římských dokumentech v podobě Scodra, v řečtině jako Σκόδρα. Na antických řeckých mincích z 2. století př. n. l. je doložen nápis Σκοδρινῶν (skadarský). Není ani známo, je-li místní jméno albánského původu nebo pochází z některého jiného jazyka a do albánštiny bylo převzato. Jeho původ je předmětem debat mezi albánskými lingvisty.[zdroj?] V dalších jazycích zní jméno města Scutari (italsky) a İşkodra (turecky).

## Historie

### Nejstarší dějiny
Nejstarší pozůstatky souvislého osídlení na území města Skadaru a v jeho okolí pocházejí z doby bronzové. Ke vzniku trvalého osídlení přispěly především příznivé podmínky, jako např. úrodná údolí několika řek, které se zde stékají, stejně tak i obchodní stezky, které místem procházely. Přírodní podmínky nutily všechny karavany procházet víceméně jedním místem, na němž vznikla osada. Nejstarší předměty, dokládající osídlení v dobách rané antiky, byly nalezeny při archeologickém průzkumu pevnosti Rozafa. Poprvé je pod současným jménem město připomínáno jako ilyrská osada (Scodra).
V roce 168 př. n. l. dnešní Skadar obsadila Římská říše. Díky tomu, že se nacházelo na jedné z obchodních stezek a vojenských cest (Via Egnatia), získalo značně na významu. Římané osadu zcela kolonizovali a přeměnili v antické město. Administrativně byl Skadar součástí provincie Illyricum a později Dalmatia. V roce 395 byl součástí dácké diecéze.

### Středověk
Na počátku středověku ovlivnil vývoj města, kromě pádu Říma, také příchod Slovanů. V byzantském dokumentu De Administrando Imperio je doložen příchod Slovanů, kterým v této oblasti přidělil císař Herakleios půdu. Příchod Slovanů se uskutečnil v první polovině 7. století. Oblast Skadaru se později stala součástí knížectví Duklja. Tento stav netrval dlouho, neboť se po smrti knížete Časlava stát rozpadl. V roce 997 bylo území většiny jižní části Balkánu dobyto bulharským carstvím.
Ve 12. století bylo město součástí provincie Zeta srbského státu pod vládou dynastie Nemajićů. Roku 1214 je doloženo jako součást epirského despotátu pod vládou Michaela I. Komnena Doukase. Později bylo opět součástí středověkého Srbska. Skadar byl hlavním městem provincie Zeta. Po zhroucení středověkého Srbska ovládli oblast dnešního severu Albánie Balšićové. Jejich vláda trvala až do roku 1396, kdy se vzdali Benátské republice. Za vlády Benátčanů byla v roce 1479 ve Skadaru dokončena katedrála sv. Štěpána a rozšířena pevnost Rozafa, která přetrvala v pozměněné podobě nad městem do současné doby. Až do příchodu Turků trvala jistá míra migrace mezi Skadarem a dalšími blízkými městy na jaderském pobřeží. Za Benátčanů vznikalo souvislé město v podhradí pevnosti Rozafa (tj. v lokalitě dnes známé jako Pazar). Zástavba vznikala v prostoru současné čtypřoudé silnice Rruga Pazarit nejprve a později ve všech směrech okolo pevnosti.

### Turecká nadvláda
Skadar dobyli Turci v roce 1479. Katoličtí kupci z Benátek uprchli přes moře zpět na území dnešní Itálie a křesťanští Albánci do hor. Osmané učinili ze Skadaru hlavní město sandžaku Scutari. Důvodem byla strategická poloha města při hlavní obchodní stezce podél pobřeží, přítomnost dobře opevněného místa a obchodně etablovaného sídla.
Turci přestavěli kostel na mešitu a vybudovali kamenný most v blízkosti města. Začala postupná a pozvolná islamizace tak, jako tomu bylo ve všech ostatních částech Balkánu, které obsadili Turci. Zatímco v roce 1485 žilo podle osmanských záznamů ve městě 27 muslimských a 70 křesťanských rodin, o století později bylo muslimských rodin přes dvě stě. Pokles počtu obyvatel se podařilo překonat až v 16. století. Pro ekonomický a společenský život města nepřinesla ani tak velkou pohromu islamizace, jako spíše přerušení tradičních vazeb s přístavy na území dnešní Černé Hory.
Pro Osmanskou říši měl Skadar významnou strategickou polohu. Nacházel se téměř na západních hranicích impéria, byl však chráněn před případným útokem od moře. Město bylo spojeno řadou obchodních tras s dalšími balkánskými městy a centry řemesel a obchodu, k nimž patřil např. Prizren.
V roce 1649 se obyvatelstvo Skadaru vzbouřilo proti Turkům a město musela znovu obsadit osmanská armáda.
Roku 1662 navštívil město turecký cestovatel Evlija Čelebi.

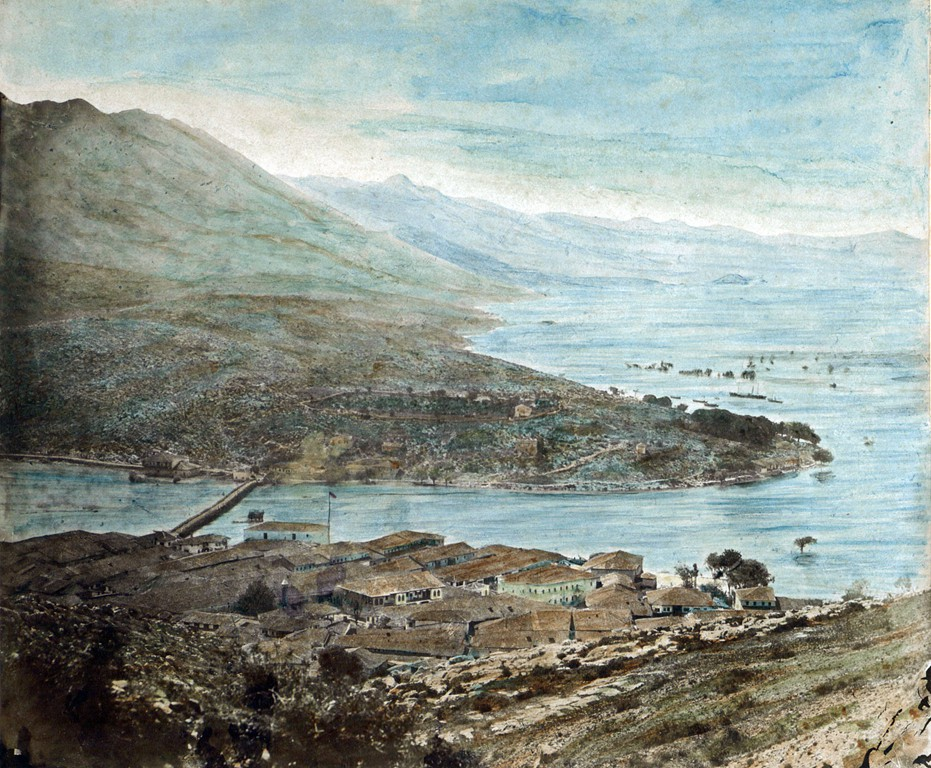
Domy na břehu Skadarského jezera v závěru 19. století.

V 18. století byl Skadar centrem vlastního pašalíku, který ovládala rodina Bushatlijů (od roku 1757 do roku 1831). Ti velmi rychle ovládli podhradí pevnosti (samotná pevnost sloužila pouze tureckému vojsku a trhovci směli působit hlavně a především v podhradí). Nepřátelské rody a klany proto začaly osidlovat oblasti dále od pohradí pevnosti, čímž položili základ moderního města na rovině severovýchodně od pevnosti Rozafa. Do poloviny 19. století se do této oblasti, kde nové ulice vznikly podél původních polních cest, přesunul i přirozený střed města. Díky tomu tak Skadar nemá přirozené historické centrum ale jeho úlohu hraje v podstatě silniční komunikace spojující pevnost Rozafa s dnešním náměstím Sheshi Demokracia.
Rozvoj města kromě obchodu umožňoval také příchod obyvatelstva z venkova. Obchodu se dařilo díky přítomnosti přístavu na břehu Jaderského moře, resp. na řece Bojaně. Větší budovy v této době kromě správních a náboženských objektů představovala také sídla feudálních rodin. Právě Bushatliové se zasloužili o růst sídla.
Ve století devatenáctém měl Skadar přes 3 500 různých obchodů. Od roku 1706 zde otevíraly jednotlivé evropské země konzuláty; město bylo přístupné obchodníkům z Itálie. Pro potřeby obchodu přes moře sloužily nedaleké přístavy Ulcinj a Obot, později Shëngjin. V 19. století zde získali své zastoupení i jezuité (1860) a františkáni. Cizí mocnosti zde zakládaly vlastní školy, např. tak činili Italové.

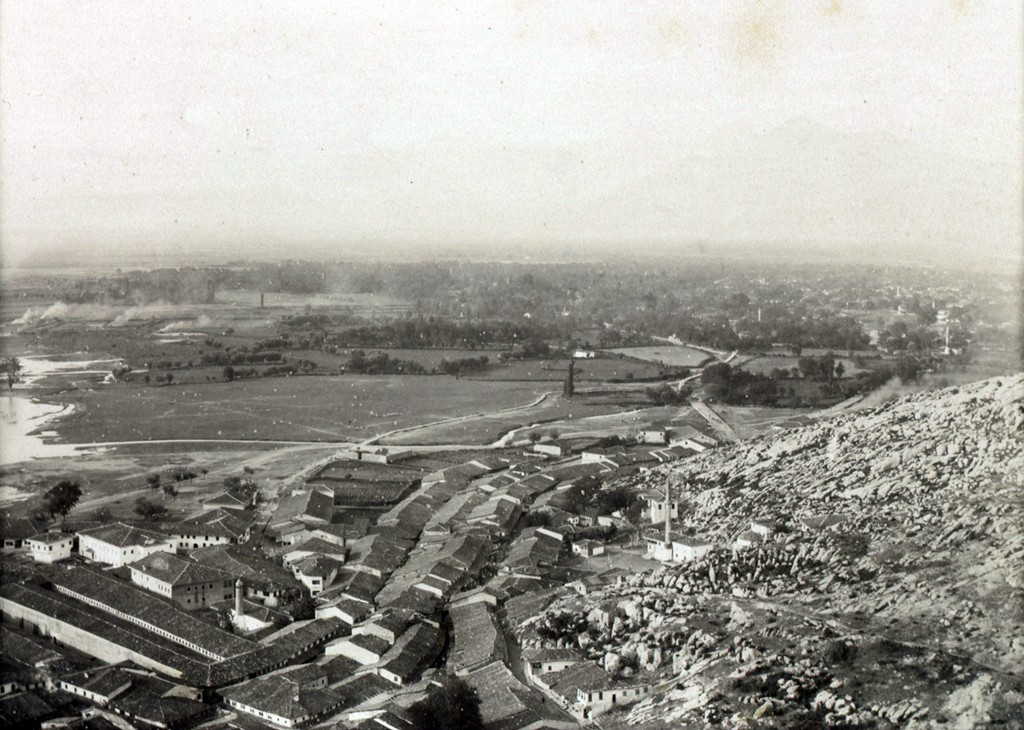
Skadar v 19. století.

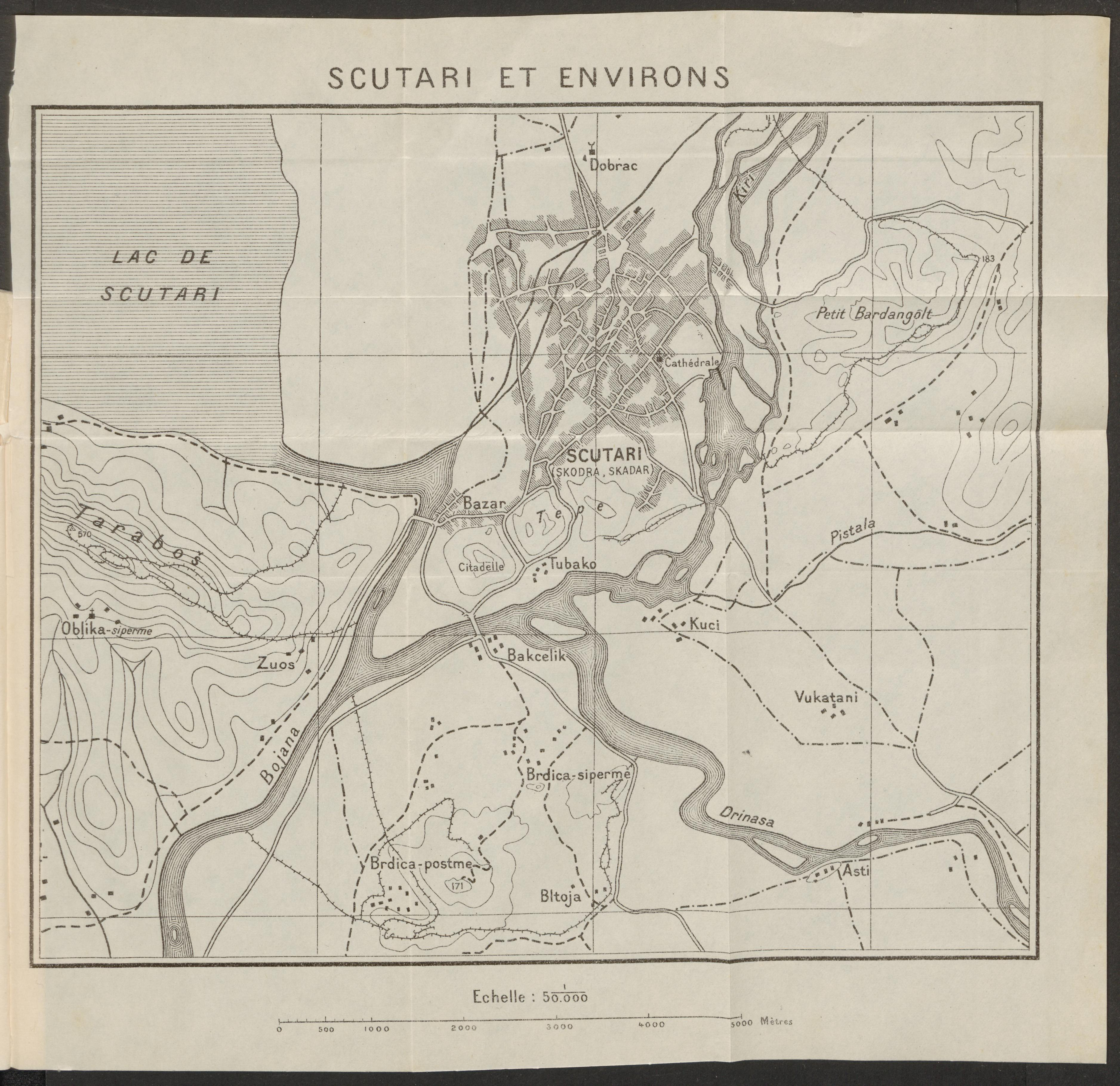
Mapa města v roce 1915.

Bushatliové nechali ve 40. letech 19. století zřídit první knihovnu v Prizrenu. Začaly zde vznikat první literární spolky. První albánsky psané noviny byly rovněž vytištěny ve Skadaru. Obyvatelstvo bylo národnostně smíšené: kromě Albánců zde žili také Turci a příslušníci různých dalších národností, kteří se živili především obchodem. Žila zde také komunita Srbů.[zdroj?] V druhé polovině 19. století význam Skadaru a dalších albánských měst upadl v souvislosti s povstáním místního obyvatelstva.
V závěru 19. století byly ve Skadaru vystavěny moderní mosty přes řeku Bunu a také přes Drin.
V roce 1905 postihlo Skadar poměrně silné zemětřesení; zničilo řadu domů ve městě a vyžádalo si 120 obětí.

### Moderní doba
Během první a druhé balkánské války bylo město obsazováno různými vojsky. Konec turecké nadvlády přineslo obležení města, z něhož byli Turci vypuzeni srbskou a černohorskou armádou. Černohorští vojáci později odešli a Skadar byl připojen k území nově vzniklého albánského státu. Evropské mocnosti nové hranice stvrdily na mírové konferenci v Londýně, konané na přelomu let 1912 a 1913. Krátce po vyhlášení nezávislé Albánie byl Skadar zvažován také jako případné hlavní město. Tuto myšlenku představovali především představitelé katolické části země. Rozhodnutí nakonec padlo vybrat Tiranu.
Během první světové války byl Skadar obsazen opět vojsky Černé Hory (27. července 1915) a později Rakousko–Uherska (leden 1916). To zde zřídilo i sídlo své okupační správy. Rakousko-Uhersko v této době uskutečnilo i sčítání lidu, přičemž se ukázalo, že většina tehdejšího obyvatelstva pracovala v zemědělství a až 40 % tehdejších obyvetel se ve Skadaru nenarodilo, nýbrž se přistěhovalo z okolních vesnic. Migrace do města zasahovala nejen vesnice na území současné Albánie, ale i jižního cípu Černé Hory v okolí města Ulcinj.
Po zhroucení soluňské fronty a porážce Rakouska obsadila město francouzská vojska. Rakušané drželi Skadar ze všech albánských měst nejdéle: vzdali se až 5. listopadu 1918.
V roce 1919 se ve Skadaru odehrál první fotbalový západ na území dnešní Albánie.
Dočasná vojenská správa Albánie sídlila po skončení konfliktu právě ve Skadaru. Až v roce 1920 byl předán pod přímou civilní správu albánského státu s hlavním městem v Tiraně.
V meziválečném období byl rozvoj Skadaru velmi pomalý. Albánie byla velmi zaostalou zemí, která se jen pomalu dokázala modernizovat. Byly zde vybudovány některé menší závody na výrobu potravin, textilu a stavebních hmot. V roce 1922 byla do Skadaru zahájena pravidelná letecká doprava z Tirany a dalších větších albánských měst. O rok později se uskutečnilo v Albánii první moderní sčítání lidu, při němž bylo zjištěno 15,8 tisíc obyvatel muslimského vyznání ve Skadaru a zhruba 8 tisíc křesťanů, většinou římských katolíků. Pravoslavného obyvatelstva bylo napočteno méně než 800 osob. Tyto údaje však zahrnovaly i okolní obce. Katolické obyvatelstvo bylo soustředěno většinou do několika okolních obcí a několika málo skadarských čtvrtí. Podle sčítání lidu byl tehdy Skadar druhým největším městem v Albánii po Korçi; Tirana jako hlavní město byla ještě menší.
Rovněž se zde odehrávala řada politických sporů, které souvisely s tím, že na severu Albánie (jehož byl Skadar centrem) mělo silný vliv katolické vyznání, což jej odlišovalo od naprosto převažujícího islámu ve zbytku země. Ve Skadaru se nacházelo několik náboženských (katolických) škol. První státní škola zde byla otevřena roku 1913 a gymnázium roku 1922. V roce 1939 žilo ve Skadaru 29 tisíc obyvatel. Rychlejšímu růstu počtu obyvatel po roce 1933 zabránila Velká hospodářská krize, která naopak donutila řadu městského obyvatelstva k emigraci. V roce 1931 také postihlo severní Albánii sucho.
Za druhé světové války byl Skadar byl poslední výspou, kde se udrželi němečtí okupanti. Když město 29. listopadu 1944 obsadili komunističtí partyzáni, dovršili tím svoje vítězství
Po válce bylo město rozsáhle industrializováno v rámci komunistických plánů na zprůmyslnění země. Vyráběly se zde měděné kabely, které Albánie vyvážela, jakož i různé stroje, stavební materiály, cigarety a zastoupen byl rovněž dřevozpracující průmysl a výroba textilu. Založena byla také konzervárna. Ve Skadaru také žil i známý albánský "úderník" Enver Hoti, který přislíbil vyrábět pětinásobek běžné normy.
V roce 1957 začala působit ve Skadaru také vysoká škola.
Vznikly široké bulváry. Od roku 1963 je Skadar napojen na železniční síť. Zprůmyslnění přineslo značný růst počtu obyvatel. V roce 1960 překročil počet obyvatel Skadaru 43 tisíc a v roce 1990 již osmdesát tisíc. V souvislosti s nucenou ateizací celé Albánie byly místní kostely a mešity uzavřeny a buď opuštěny, přeměněny na sklady, nebo přestavěny pro jiné využití. Místní katedrála tak např. začala sloužit jako sportovní palác. Pod vlivem spolupráce s Čínskou lidovou republikou se ve Skadaru začalo rovněž zpracovávat hedvábí. V roce 1979 postihlo Skadar, stejně jako nedalekou Černou Horu, silné zemětřesení.
Symbolem pádu komunistického režimu pro Skadar byla první mše (náboženství bylo v Albánii tehdy nelegální) na hřbitově ve Skadaru dne 4. listopadu 1990.
Po roce 1991, kdy se Albánie otevřela Západu, bylo město modernizováno. Byly předlážděny ulice a vybudována řada nových komerčních budov. V roce 2007 byla znovu otevřena mešita Parrucë, postavená v roce 1937 a zbořená roku 1967 komunistickým režimem. Skadar se také stal atraktivním cílem turistiky, především díky blízkým horám (národní park Thethi), Skadarskému jezeru a blízkému pobřeží Jaderského moře. Samotné historické centrum města se však dočkalo obnovy pouze z části; rekonstruovány byly především fasády domů. Evropská unie poskytla 800 000 EUR na obnovu některých budov v roce 2013. Na počátku 20. let 21. století však značná část centra stála před zhroucením. Na přelomu 2. a 3. dekády 20. století existovalo v centru Skadaru několik pěších zón.
V roce 2021 přes Skadar cestovali někteří blízkovýchodní migranti, kteří se přes Albánii a Kosovo pokoušeli dostat do západní Evropy. Do Skadaru přicestovali lodí.

## Obyvatelstvo

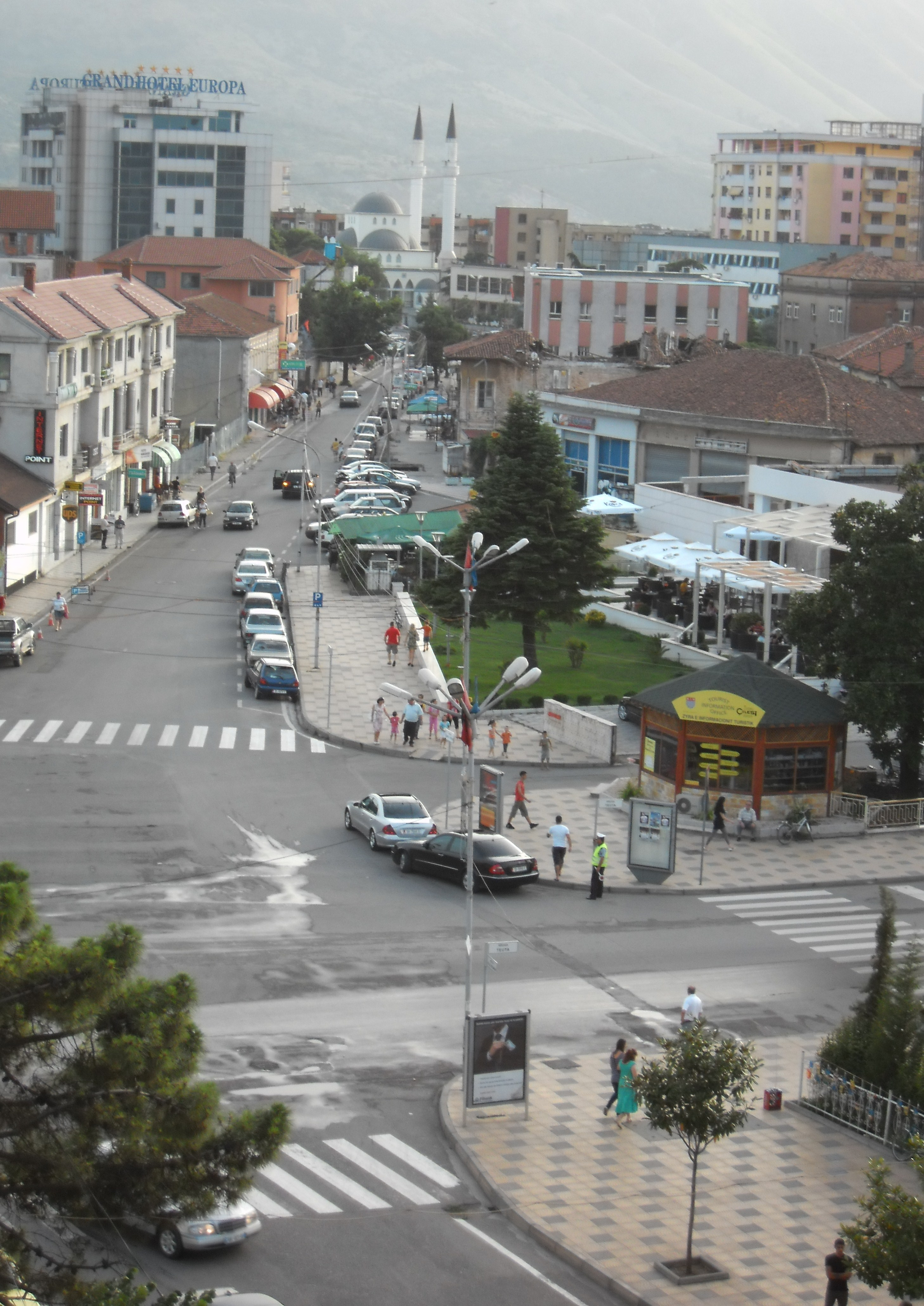
Centrum města.

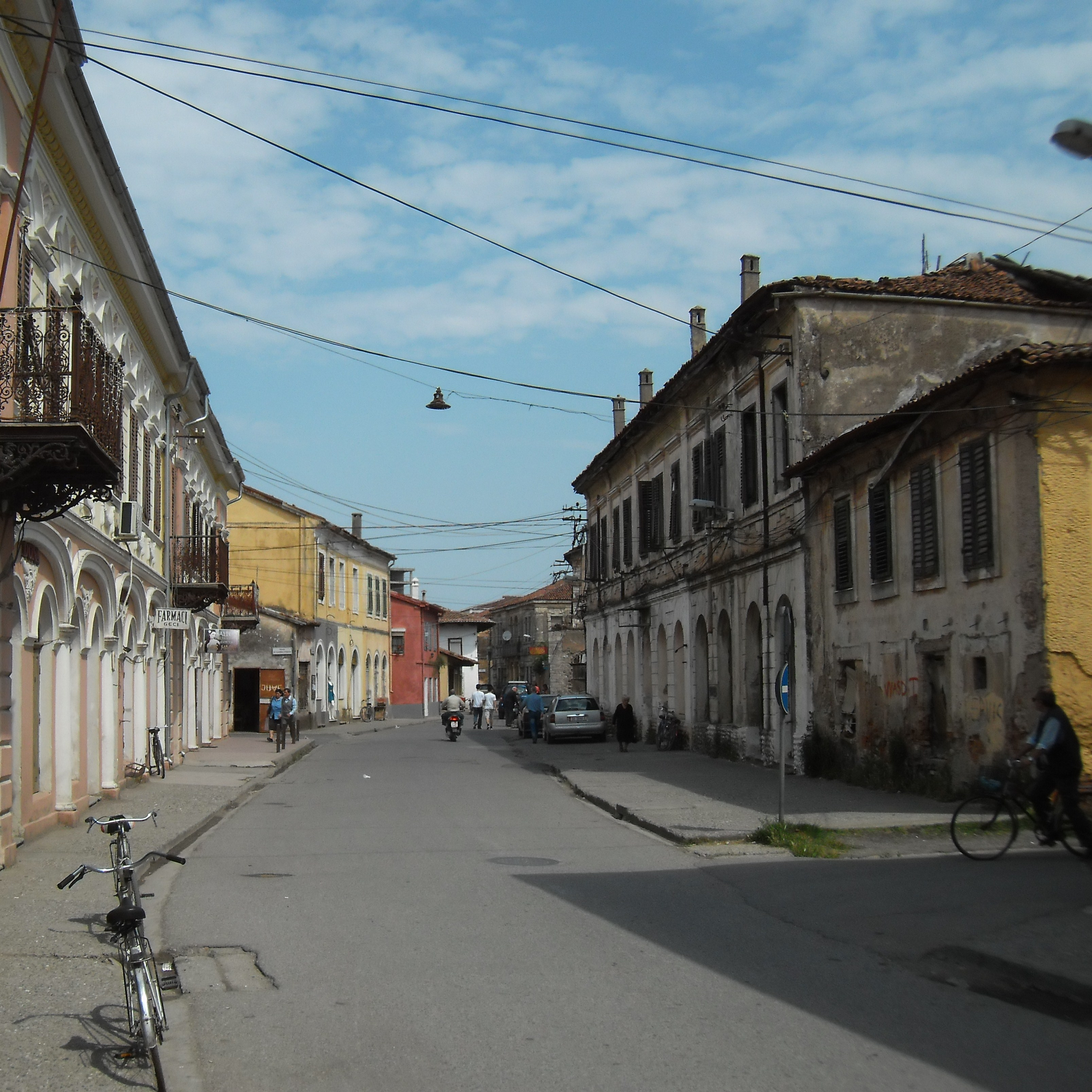
Ulice ve středu města.

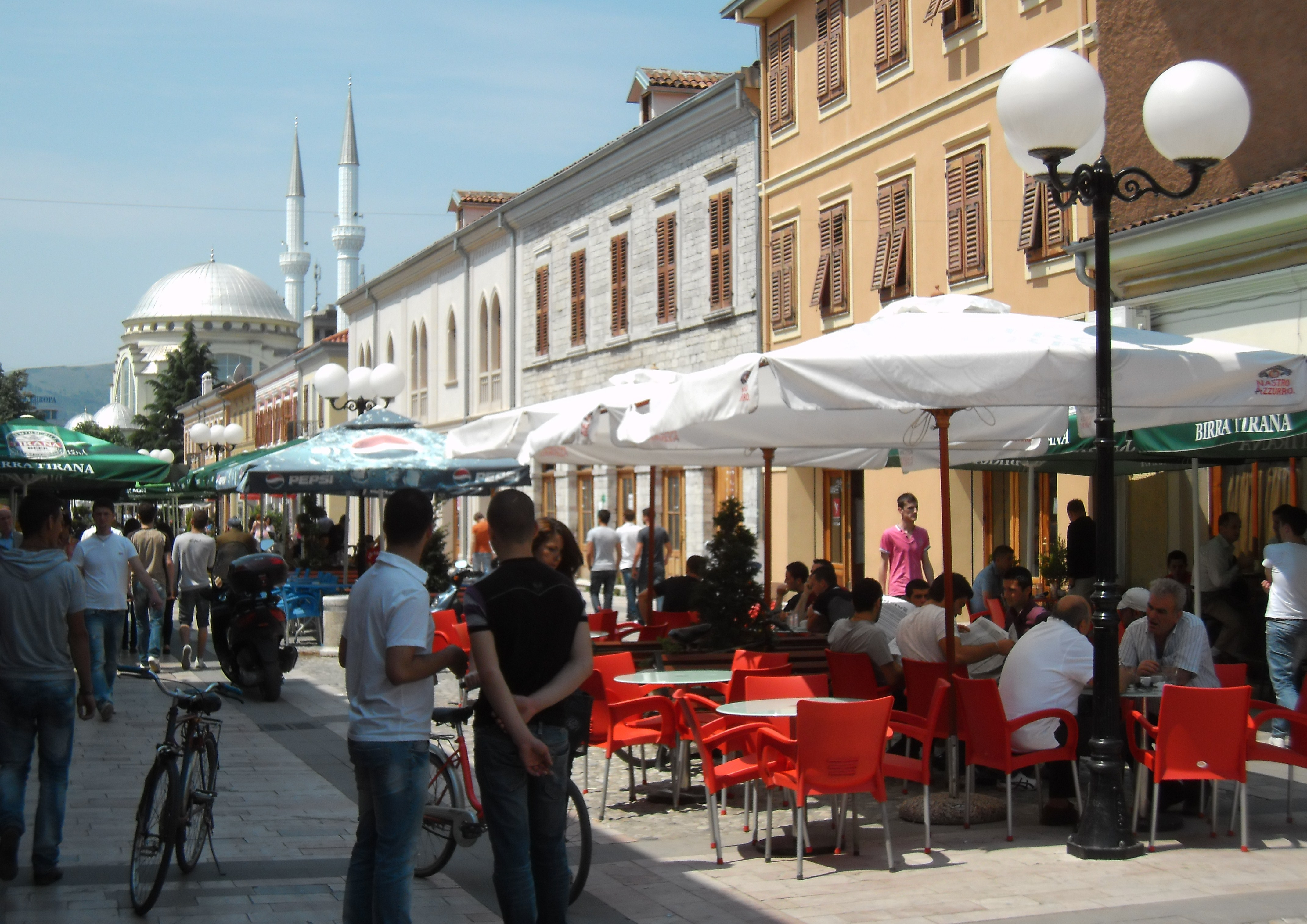
Restaurace v centru Skadaru.

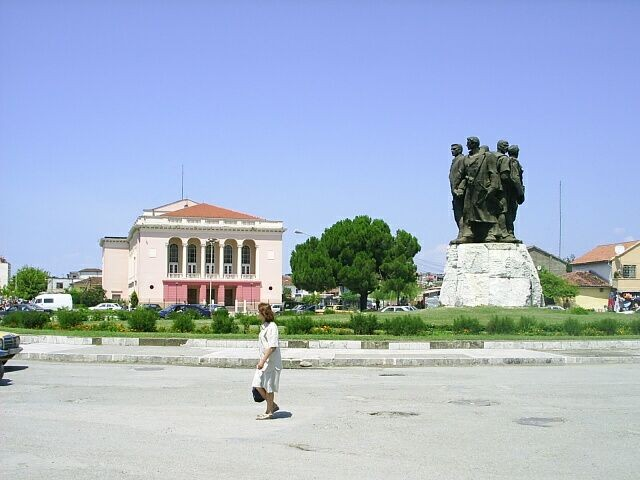
Hlavní náměstí s divadlem.

Skadar, sídlo stejnojmenného okresu, je čtvrtým největším městem v Albánii a největším na severu země. Obyvatelstvo je z 91 % albánské národnosti; žijí zde také zanedbatelné menšiny Aškaliů, Romů a Černohorců. Obyvatelstvo je převážně katolického vyznání (47 %), na druhém místě je islám (45 %). Okolo 1,5 % obyvatelstva se nehlásí k žádnému vyznání, ale identifikují se jako křesťané, 0,14 % se považuje za ateisty a 0,31 % za věřící bez jakéhokoliv náboženství.

## Samospráva
Město Skadar má rozlohu 872 km2. Podle správní reformy z roku 2014[zdroj?] k němu bylo připojeno několik obcí, a to: Ana e Malit, Bërdicë, Dajç, Gur i Zi, Postrribë, Pult, Rethethat, Shale, Shosh a Velipoja.

## Ekonomika
Hlavní průmysl ve městě představuje tabákový, tedy zpracování tabáku a výroba cigaret, dále je zastoupen potravinářský průmysl, výroba nápojů, těstovin a rostlinných olejů. V dobách komunistického režimu v Albánii bylo město napojeno na železniční síť a byly zde rozvíjeny různé závody. Vznikaly v blízkosti trati (na východním okraji Skadaru). 
V současné době se radnice snaží některé opuštěné areály revitalizovat a přitáhnout do nich nové investory. 

## Kultura
Ve městě se nachází řada římskokatolických kostelů a mešit. Většina z nich je novějšího data (za komunistického režimu byly původní svatostánky zbourány). Jednou z mála zachovaných je stranou od dnešního města ležící olověná mešita, která má být rekonstruována. Dochovány jsou i některé historické domy v centru města. Z doby komunistického režimu pochází socha s názvem Pět hrdinů, která zobrazuje partyzánské bojovníky. Původně se nacházela v centru města, později byla vyhozena na skládku a nakonec umístěna na okraji Skadaru.
Mezi kulturní instituce patří např. diecézní muzeum při místním katolickém chrámu nebo také univerznitní knihovna. Sídlí zde také Marubiho národní muzeum fotografie. Historické muzeum se nachází v tradičním albánském domě a působí zde od roku 1947. V bývalé věznici bylo rovněž zřízeno muzeum obětí represí komunismu.
Divadlo Miloše Migjedniho patří mezi nejznámější v Albánii, pojmenováno je po místním významném básníkovi a prozaikovi. Budova divadla stojí v centru města poblíž náměstí Sheshi Demokracia. Je nápadná díky klasicizující fasádě.
Jihozápadně od Skadaru se nachází lokalita Velipojë s rozlehlou pláží.

## Doprava
Skadar se nachází na hlavním silničním tahu z Černohorské metropole Podgorice (přes hraniční přechod Hani i Hotit; silnice č. SH1) do centrální části Albánie a dále na jih, přes město Lezhë do Tirany. Další významné silnice směřují ze Skadaru na západ do černohorského přístavu Ulcinj (výhledově ji má nahradit nová s novým mostem přes řeku Bojanu) a na východ do města Kukës u hranice s Kosovem. Město není napojeno na dálniční síť země.
Skadar má silniční obchvat ze západní strany (tj. blíže ke Skadarskému jezeru). Díky němu se snížil objem dopravy přes samotný střed města. 
Město má rovněž železniční spojení v obou výše uvedených tazích; trať Podgorica–Skadar slouží pro nákladní dopravu, trať Skadar–Vorë slouží pro osobní i nákladní vnitrostátní dopravu.
Skadar nemá vlastní přístav, nejbližší se nachází 45 km daleko ve městě Shëngjin. Letiště, jehož využití je nicméně omezené, leží jižně od města u obce Gjadër. Frekventované vzdušné přístavy jsou v Podgorici a v Tiraně.
Ve městě provozují různí dopravci městskou dopravu.

## Starostové
- 2003–2007 – Artan Haxhi
- 2007–2011 – Lorenc Luka
- 2011–2014 – Lorenc Luka
- 2015– Voltana Ademi

## Osobnosti
- Zef Coba, skladatel
- Cafo Beg Ulqini, albánský nacionalista
- Simon Gjoni, skladatel
- Karl Gurakuqi, lingvista
- Luigj Gurakuqi, albánský obrozenec
- Elis Guri, řecko–římský zápasník
- Anton Harapi, františkán
- Kolë Idromeno, albánský malíř a fotograf
- Prenkë Jakova, skladatel první albánské opery
- Zef Jubani, folklorista
- Irhan Jubica, spisovatel a vydavatel
- Branko Kadija, komunista
- Palokë Kurti, fotbalista
- Tinka Kurti, albánská herečka
- Vojo Kushi, albánský bojovník za druhé světové války
- Jordan Misja, komunista
- Henrik Lacaj, překladatel a učenec
- Angela Martini, modelka
- Ndre Mjeda, básník
- Hilë Mosi, albánský politik a básník
- Muhammad Nasiruddin al-Albani, albánský učenec
- Ndoc Nikaj, kněz a historik
- Millosh Gjergj Nikolla, básník
- Bernardin Palaj, folklorista a básník
- Zef Pllumi, spisovatel a historik
- Erkand Qerimaj, vzpěrač
- Gjergj Radovani, biskup
- Perlat Rexhepi, komunista
- Vioresin Sinani, fotbalista
- Filip Shiroka,[46] básník
- Mehmet Shpendi, bojovník
- Hodo Sokoli, představitel Prizrenské ligy
- Ramadan Sokoli, etnomuzikolog
- Ibrahim Tukiqi, albánský zpěvák
- Pashko Vasa, spisovatel a účastník albánského národního obrození
- Lazër Vladanji, arcibiskup
- Gjergj Vladanji, biskup
- Çesk Zadeja, skladatel
- Ramiz Alia,[47][48] komunistický politik